# Sorrus
Sorrus est une commune française située dans le département du Pas-de-Calais en région Hauts-de-France.
La commune fait partie de la communauté d'agglomération des Deux Baies en Montreuillois qui regroupe 46 communes et compte 65 760 habitants en 2021.

## Géographie

### Localisation
Localisée dans le sud-ouest du département du Pas-de-Calais, Sorrus est une commune située, à vol d'oiseau, à 4 km à l'ouest de la commune de Montreuil-sur-Mer (chef-lieu d'arrondissement), au riche patrimoine historique, et à 8 km au sud-est des communes d'Étaples et du Touquet-Paris-Plage (aire d'attraction).
Le territoire de la commune est limitrophe de ceux de sept communes.
Les communes limitrophes sont La Calotterie, Airon-Notre-Dame, Campigneulles-les-Grandes, Campigneulles-les-Petites, La Madelaine-sous-Montreuil, Saint-Aubin et Saint-Josse.

### Géologie et relief
La superficie de la commune est de 6,79 km2 ; son altitude varie de 21  à   62 mètres.
La commune fait partie de l'entité géomorphologique et écopaysagère dite « Plateau de Sorrus-Saint-Josse », relique tertiaire, aux milieux oligotrophes et acide abritant une flore particulière, rare voire menacée dans la région. Ces milieux jouent un rôle important pour la trame verte et bleue nationale, régionale et locale.

### Hydrographie
La commune est située dans le bassin Artois-Picardie. Elle est drainée par le château de Monthuis, d'une longueur de 1,12 km,,.

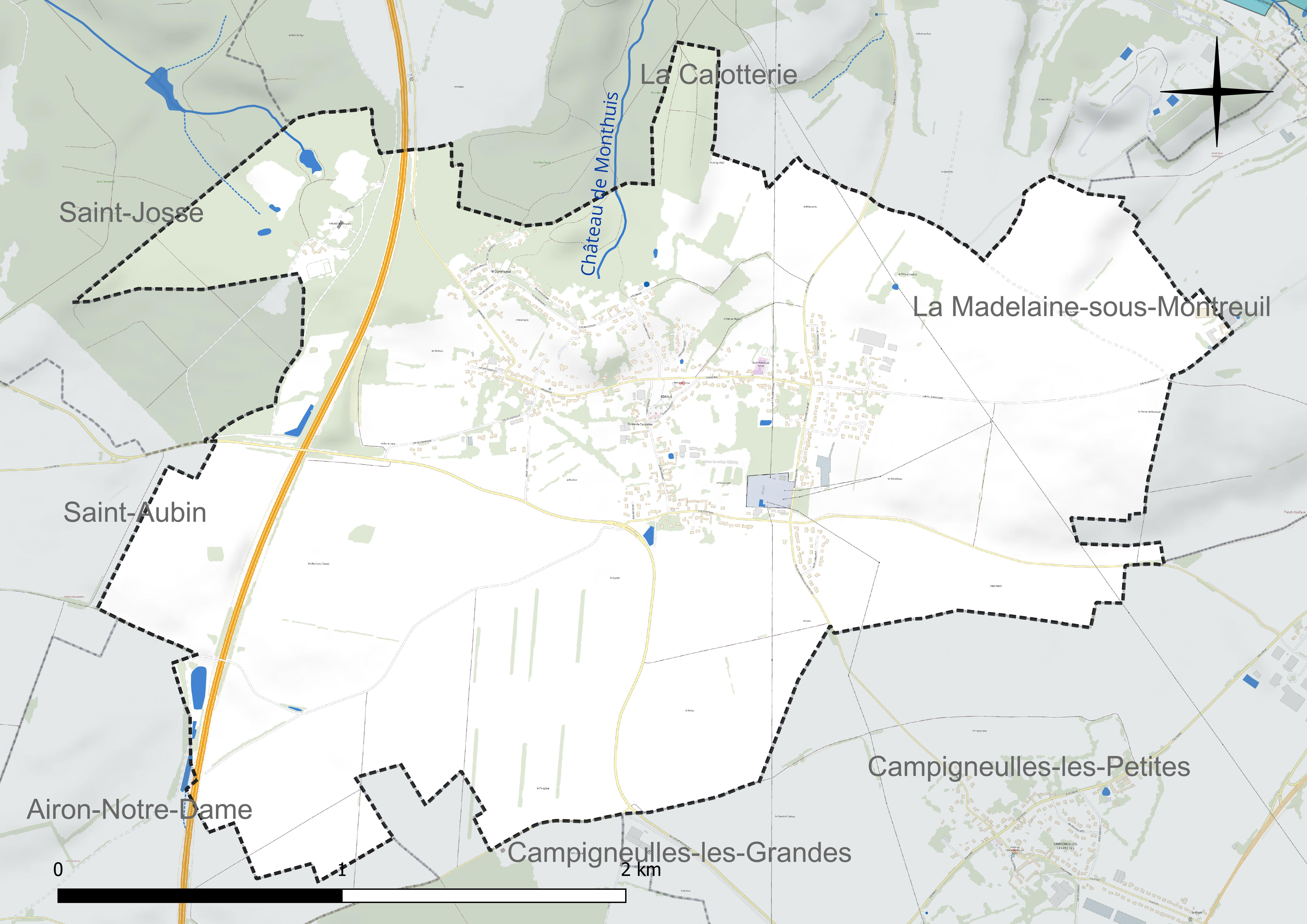
Réseau hydrographique de Sorrus.

### Climat
Pour des articles plus généraux, voir Climat des Hauts-de-France et Climat du Pas-de-Calais.
En 2010, le climat de la commune est de type climat océanique franc, selon une étude du CNRS s'appuyant sur une série de données couvrant la période 1971-2000. En 2020, Météo-France publie une typologie des climats de la France métropolitaine dans laquelle la commune est exposée à un climat océanique et est dans la région climatique Côtes de la Manche orientale, caractérisée par un faible ensoleillement (1 550 h/an) ; forte humidité de l'air (plus de 20 h/jour avec humidité relative > 80 % en hiver), vents forts fréquents.
Pour la période 1971-2000, la température annuelle moyenne est de 10,5 °C, avec une amplitude thermique annuelle de 12,8 °C. Le cumul annuel moyen de précipitations est de 774 mm, avec 12,9 jours de précipitations en janvier et 8,2 jours en juillet. Pour la période 1991-2020, la température moyenne annuelle observée sur la station météorologique la plus proche, située sur la commune du Touquet-Paris-Plage à 11 km à vol d'oiseau, est de 11,2 °C et le cumul annuel moyen de précipitations est de 888,8 mm,. Pour l'avenir, les paramètres climatiques de la commune estimés pour 2050 selon différents scénarios d'émission de gaz à effet de serre sont consultables sur un site dédié publié par Météo-France en novembre 2022.

### Paysages
Pour un article plus général, voir Paysage en France.
La commune est située à la jonction de deux paysages tels qu'ils sont définis dans l'atlas des paysages de la région Nord-Pas-de-Calais, conçu par la direction régionale de l'Environnement, de l'Aménagement et du Logement (DREAL), :
- le « paysage montreuillois », qui concerne 98 communes, et qui se délimite : à l'Ouest par des falaises qui, avec le recul de la mer, ont donné naissance aux bas-champs ourlées de dunes ; au Nord par la boutonnière du Boulonnais ; au sud par le vaste plateau formé par la vallée de l'Authie, et à l'Est par les paysages du Ternois et de Haut-Artois. Ce paysage régional, avec, dans son axe central, la vallée de la Canche et ses nombreux affluents comme la Course, la Créquoise, la Planquette…, offre une alternance de vallées et de plateaux, appelée « ondulations montreuilloises ». Dans ce paysage, et plus particulièrement sur les plateaux, on cultive la betterave sucrière, le blé et le maïs, et les plateaux entre la Ternoise et la Créquoise sont couverts de vastes massifs forestiers comme la forêt d'Hesdin, les bois de Fressin, Sains-lès-Fressin, Créquy…[13] ;
- le « paysage du val d'Authie », qui concerne 83 communes, et qui se délimite : au sud, dans le département de la  Somme par le « paysage de l'Authie et du Ponthieu, dépendant de l'atlas des paysages de la Picardie et au nord et à l'est par les paysages du Montreuillois, du Ternois et les paysages des plateaux cambrésiens et artésiens. Le caractère frontalier de la vallée de l'Authie, aujourd'hui entre le Pas-de-Calais et la Somme, remonte au Moyen Âge où elle séparait le royaume de France du royaume d'Espagne, au nord.

Son coteau Nord est net et escarpé alors que le coteau Sud offre des pentes plus douces. À l'Ouest, le fleuve s'ouvre sur la baie d'Authie, typique de l'estuaire picard, et se jette dans la Manche. Avec son vaste estuaire et les paysages des bas-champs, la baie d'Authie contraste avec les paysages plus verdoyants en amont.
L'Authie, entaille profonde du plateau artésien, a créé des entités écopaysagères prononcées avec un plateau calcaire dont l'altitude varie de 100 à 163 m qui s'étend de chaque côté du fleuve. L'altitude du plateau décline depuis le pays de Doullens, à l'est (point culminant à 163 m), vers les bas-champs picards, à l'ouest (moins de 40 m). Le fond de la vallée de l'Authie, quant à lui, est recouvert d'alluvions et de tourbes. L'Authie est un fleuve côtier classé comme cours d'eau de première catégorie où le peuplement piscicole dominant est constitué de salmonidés. L'occupation des sols des paysages de la Vallée de l'Authie est composée pour 70 % en culture.

### Milieux naturels et biodiversité

#### Espace protégé et géré
La protection réglementaire est le mode d'intervention le plus fort pour préserver des espaces naturels remarquables et leur biodiversité associée.
Dans ce cadre, on trouve sur le territoire de la commune un terrains géré par le conservatoire d'espaces naturels des Hauts-de-France : le communal de Sorrus, d'une superficie de 19,49 hectares.

#### Zones naturelles d'intérêt écologique, faunistique et floristique
L'inventaire des zones naturelles d'intérêt écologique, faunistique et floristique (ZNIEFF) a pour objectif de réaliser une couverture des zones les plus intéressantes sur le plan écologique, essentiellement dans la perspective d'améliorer la connaissance du patrimoine naturel national et de fournir aux différents décideurs un outil d'aide à la prise en compte de l'environnement dans l'aménagement du territoire.
Le territoire communal comprend une ZNIEFF de type 1 : les landes et bois de Saint-Josse. Cette ZNIEFF correspond à une butte argilo-sableuse relictuelle coiffée de cailloutis, de silex et de sables argileux dont le feuilletage stratigraphique est à l'origine des différentes nappes perchées alimentant un réseau complexe de ruisseaux.
et une ZNIEFF de type 2 : la basse vallée de la Canche et ses versants en aval d'Hesdin.

Carte des ZNIEFF de type 1 et 2 sur la commune
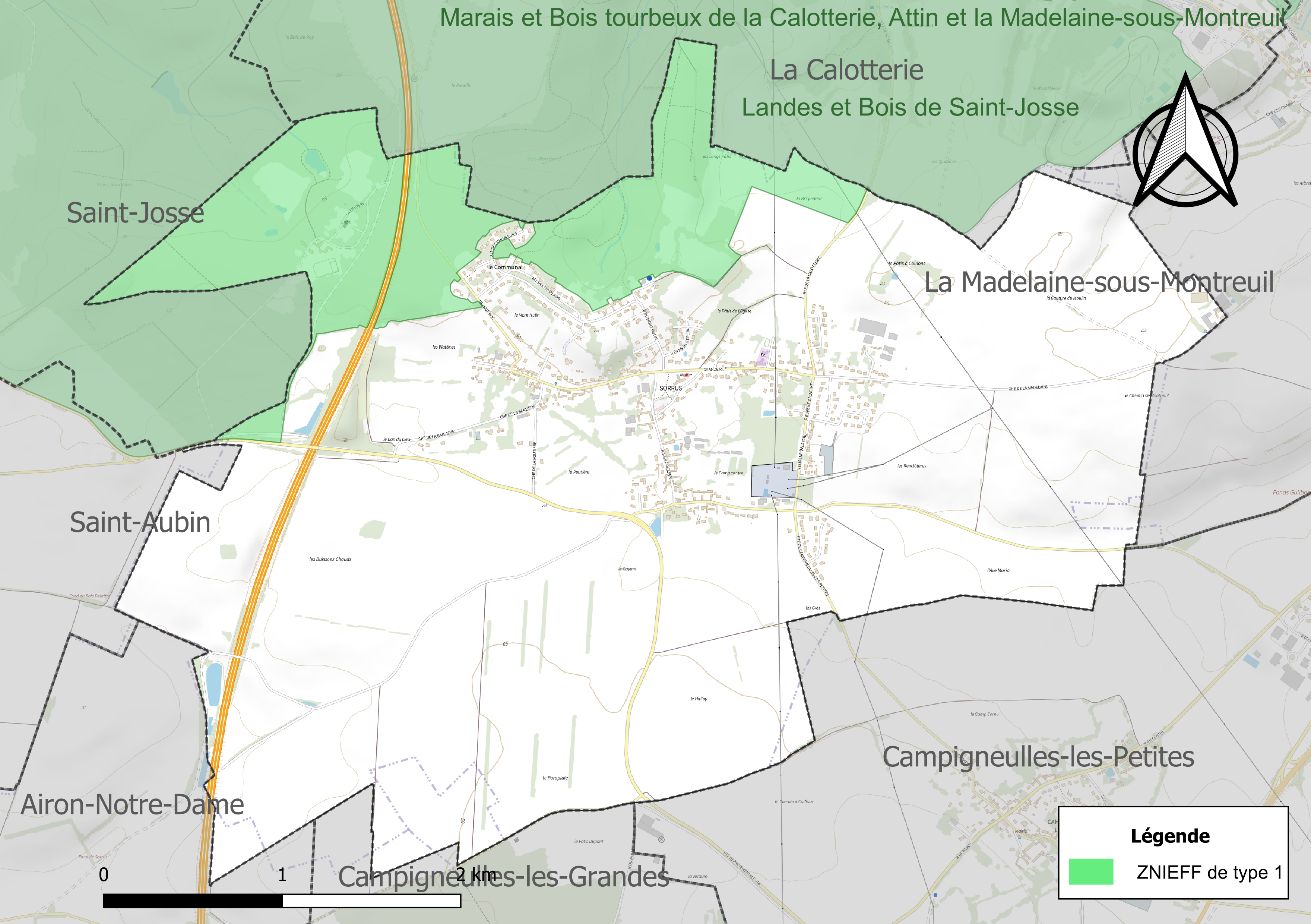
Carte de la ZNIEFF de type 1 sur la commune.
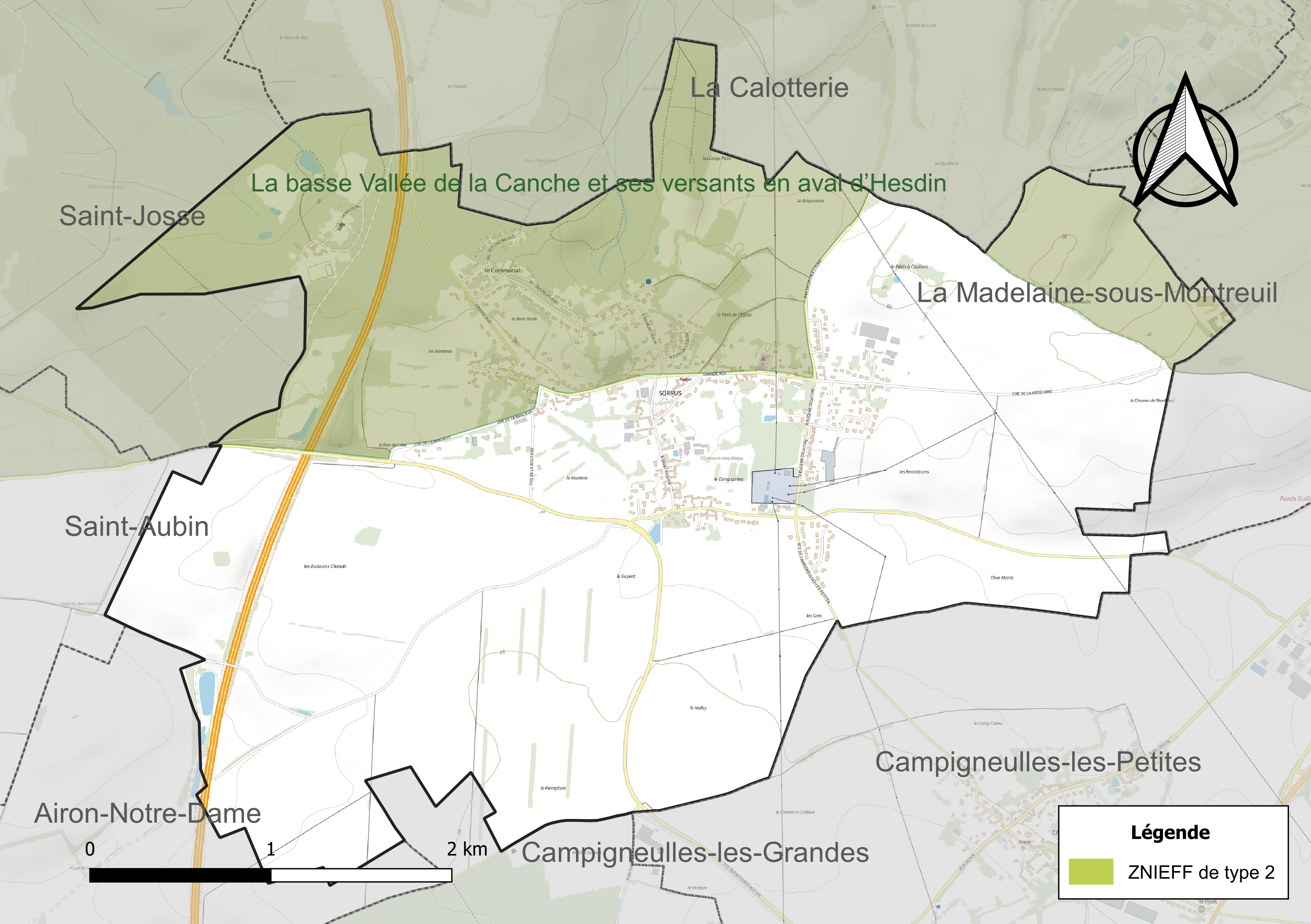
Carte de la ZNIEFF de type 2 sur la commune.

#### Site Natura 2000
Le réseau Natura 2000 est un réseau écologique européen de sites naturels d'intérêt écologique élaboré à partir des directives « Habitats » et « Oiseaux ». Ce réseau est constitué de Zones spéciales de conservation (ZSC) et de Zones de protection spéciale (ZPS). Dans les zones de ce réseau, les États membres s'engagent à maintenir dans un état de conservation favorable les types d'habitats et d'espèces concernés, par le biais de mesures réglementaires, administratives ou contractuelles. L'objectif est de promouvoir une gestion adaptée des habitats tout en tenant compte des exigences économiques, sociales et culturelles, ainsi que des particularités régionales et locales de chaque État membre. Les activités humaines ne sont pas interdites, dès lors que celles-ci ne remettent pas en cause significativement l'état de conservation favorable des habitats et des espèces concernés.
Sur la commune, un site Natura 2000 de type B est défini en site d'importance communautaire (SIC) : les landes, mares et bois acides du plateau de Sorrus Saint Josse, prairies alluviales et bois tourbeux en aval de Montreuil, zone de type B, d'une superficie de 60 ha, altitude de 4 à 60 mètres.

## Urbanisme

### Typologie
Au 1er janvier 2024, Sorrus est catégorisée bourg rural, selon la nouvelle grille communale de densité à sept niveaux définie par l'Insee en 2022.
Elle est située hors unité urbaine. Par ailleurs la commune fait partie de l'aire d'attraction d'Étaples - Le Touquet-Paris-Plage, dont elle est une commune de la couronne,. Cette aire, qui regroupe 21 communes, est catégorisée dans les aires de moins de 50 000 habitants,.

### Occupation des sols
L'occupation des sols de la commune, telle qu'elle ressort de la base de données européenne d'occupation biophysique des sols Corine Land Cover (CLC), est marquée par l'importance des territoires agricoles (75,9 % en 2018), en diminution par rapport à 1990 (79,7 %). La répartition détaillée en 2018 est la suivante : 
terres arables (75,9 %), forêts (12,8 %), zones urbanisées (11,2 %). L'évolution de l'occupation des sols de la commune et de ses infrastructures peut être observée sur les différentes représentations cartographiques du territoire : la carte de Cassini (XVIIIe siècle), la carte d'état-major (1820-1866) et les cartes ou photos aériennes de l'IGN pour la période actuelle (1950 à aujourd'hui).

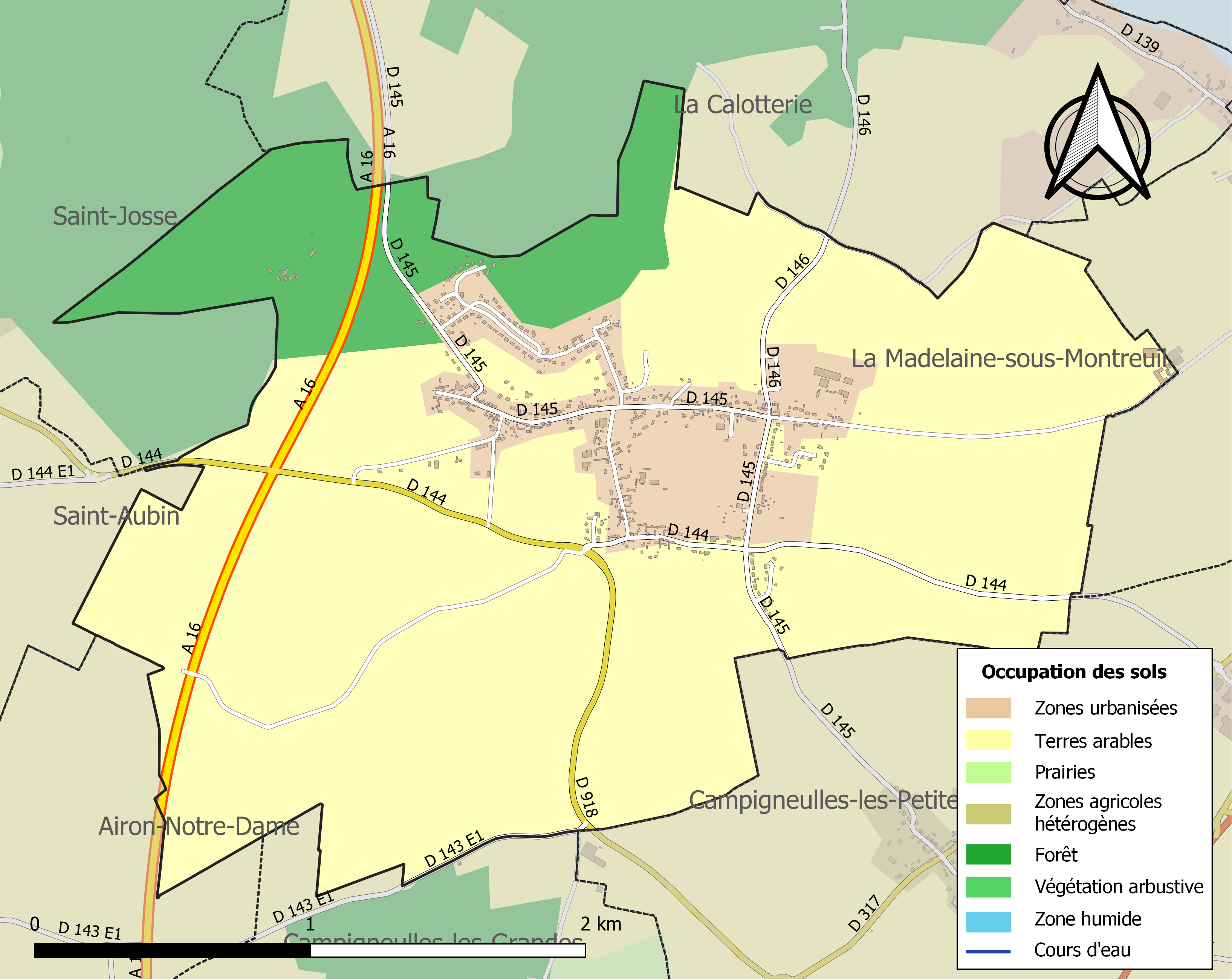
Carte des infrastructures et de l'occupation des sols de la commune en 2018 (CLC).

### Voies de communication et transports
Accessible par la sortie Wailly-Beaucamp de l'autoroute A16, le village est également desservi au niveau routier par les routes départementales 144 et 145.

## Toponymie
Le nom de la localité est attesté sous les formes Sigetrudis vers 814 ; Sidrutis en 830 ; Sidrutem en 831 ; Sidrudis en 844 ;  Sierrudis en 1042 ; Soirru en 1123 ; Sietrudis en 1143-1144 ; Soyerru en 1144 ; Soerrus en 1209 ; Soieru en 1239 ; Soierru en 1287 ; Soiorru en 1290 ; Soirru en 1301 ; Soyrrieu, Soyru, Sourue, Soierriu, Soyeriu en 1311, Sourue en 1363, Soyrue en 1377 ; Soirue, Soyerue vers 1380, Soru en 1439, Sorue en 1455 ; Saurrus en 1474 ; Sotrus en 1640 ; Solrus en 1709, Sorrus depuis 1793 et 1801.
Il s'agit d'une fixation du nom de personne germanique féminin Sigidrud (latinisé en Sigetrudis dans les textes), pris absolument. Il est possible qu'il renvoie au nom d'une dame franque liée à la légende de Saint Riquier.

## Histoire

### Préhistoire et protohistoire
Durant la dernière glaciation, une part importante de l'eau était piégée dans l'énorme inlandsis qui couvrait le nord de l'hémisphère nord, il n'y avait pas de mer entre la France et l'Angleterre. 

Après la glaciation, le niveau marin est remonté. Au pied du plateau de Sorrus / Saint-Josse ; à l'ouest et au nord s'étendaient de vastes zones humides, face à la mer à l'ouest et le long de la Canche au nord (la rue qui borde la vallée s'appelle d'ailleurs la rue des Fours-Romains). Ces zones basses (Bas-Pays) ont été plusieurs fois envahies par la mer, lors d'épisodes de transgressions marines. Les deux derniers de ces épisodes sont dits Dunkerque I et Dunkerque II ; ils sont relativement récents (par rapport aux échelles géologiques et climatiques), le dernier s'étant terminé aux environs la fin de l'époque carolingienne après plusieurs siècles d'invasion marine. 

Des fouilles archéologiques ont en 1996 mis au jour des traces parfois très bien conservées de sauneries anciennes, éloignées de près de 10 km du trait de côte actuel. Comme dans les autres sauneries connues en Europe pour le millénaire qui a précédé notre ère, les sauniers gaulois de Sorrus produisaient un « sel ignigène », a priori non pas à partir de marais salants mais à partir de saumure évaporée par le feu, dans des moules d'argile fine. Ces moules semblaient destinés à être cassés, une fois le pain de sel terminé ou lors de son utilisation. Une hypothèse est que - dans certains cas au moins - la saumure ait pu être extraite de vases ayant pré-concentré le sel, dans des lagunes probablement). 

D'autres sauneries sont connues dans le nord de la France et en Belgique, pour la fin de la haute-antiquité, avant la création des voies romaines (par exemple à Pitgam et dans plusieurs communes proches dans le Nord-Pas-de-Calais. Des éléments bien conservés de fours et de grille ont été retrouvés à Sorrus (dans le Pas-de-Calais, sur le tracé de l'actuel autoroute A16, à 9 km de l'actuel trait de côte, mais en surplomb d'anciennes vasières et marais, qui se sont à plusieurs reprises trouvés sous la mer, et qui ont pu s'enrichir en sel quand le niveau marin a baissé avec le reflux des transgressions marines). 
Cette localisation pourrait aussi s'expliquer par une ancienne proximité avec des lagunes saumâtres ou salées, et par un important besoin de bois pour alimenter les fours (les arbres poussent généralement moins bien ou pas du tout pour certaines essences, quand ils sont proches de la mer). Des sauneries dans l'actuel Nord de la France et sud-Belgique fonctionnaient déjà environ 800 à 400 ans avant Jules César, et ont maintenu leur activité jusqu'à environ quatre siècles après lui. Le sel a pu ensuite servir à conserver du poisson ou de la viande sur place, mais l'essentiel était probablement exporté et utilisé comme cadeaux, monnaie, ou monnaie d'échange (troc), souvent sous forme de pains moulés dans des augets (moules à pains de sels).

### Moyen Âge
Sorrus est appelé Sidrutem dans une charte de Louis-le-Débonnaire de 831.
Une maladrerie existait au XIIIe siècle.

### Temps modernes

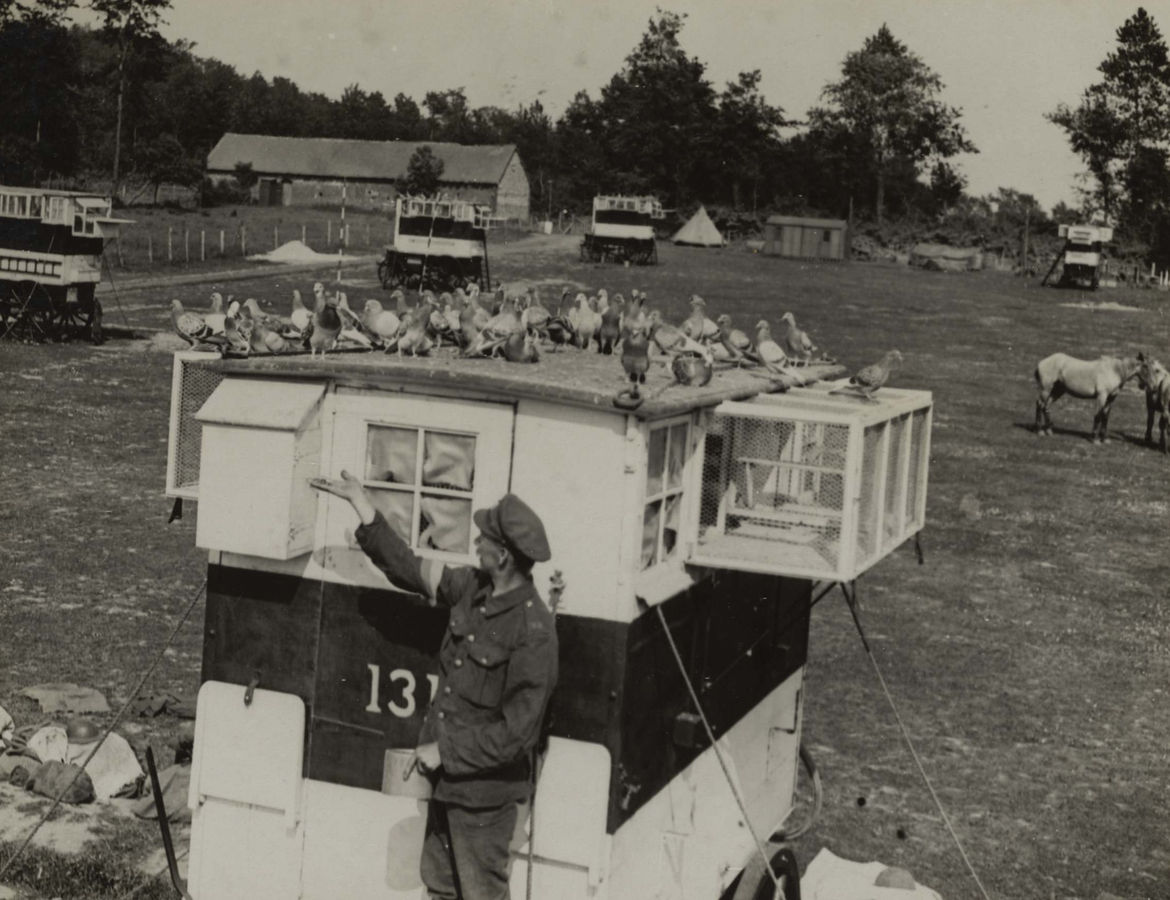
Guerre 1914-1918.

Entre le XVIe siècle et le XIXe siècle, le village est un lieu de fabrication de céramiques renommées.
Pendant la Première Guerre mondiale, les soldats britanniques installent un service colombophile dans le village.

## Politique et administration

### Découpage territorial
La commune se trouve dans l'arrondissement de Montreuil du département du Pas-de-Calais.

#### Commune et intercommunalités
La commune a fait partie, de 2001 à 2016, de la communauté de communes du Montreuillois et, depuis le 1er janvier 2017, elle fait partie de la communauté d'agglomération des Deux Baies en Montreuillois (CA2BM) dont le siège est basé à Montreuil.

#### Circonscriptions administratives
La commune faisait partie du canton de Saint-Josse (1793), depuis la loi du 22 décembre 1789 reprise par la constitution de 1791, qui divise le royaume (la République en septembre 1792), en communes, cantons, districts et départements, puis du canton de Montreuil (1801).
Dans le cadre du redécoupage cantonal de 2014, elle est maintenant rattachée au canton de Berck qui passe de 10 à 31 communes.

#### Circonscriptions électorales
Pour l'élection des députés, la commune fait partie, depuis 1986, de la quatrième circonscription du Pas-de-Calais.

### Élections municipales et communautaires

#### Liste des maires
| Période                                  | Période                    | Identité        | Étiquette | Qualité                                                                         |
| ---------------------------------------- | -------------------------- | --------------- | --------- | ------------------------------------------------------------------------------- |
| Les données manquantes sont à compléter. |                            |                 |           |                                                                                 |
|                                          | 1983                       | Jean Ducrocq    |           |                                                                                 |
| 1983                                     | 1989                       | Pierre Verbanck |           |                                                                                 |
| 1989                                     |                            | Michel Sauguet  |           |                                                                                 |
| mars 2001                                | 2008                       | Bernard Oudart  |           |                                                                                 |
| mars 2008                                | En cours (au 7 avril 2022) | Jacques Flahaut | SE        | Technicien SNCF Réélu pour le mandat 2014-2020, Réélu pour le mandat 2020-2026, |

## Équipements et services publics
→ Conseils pour la rédaction de cette section.

### Enseignement
L'école primaire de Sorrus dépend de l'académie de Lille, elle se trouve en zone B pour les vacances scolaires. Elle accueille 119 élèves dans cinq classes pour l'année scolaire 2023-2024. Une restauration est à la disposition des élèves.

## Population et société

### Démographie
Les habitants de la commune sont appelés les Sorrusiens.

#### Évolution démographique
L'évolution du nombre d'habitants est connue à travers les recensements de la population effectués dans la commune depuis 1793. Pour les communes de moins de 10 000 habitants, une enquête de recensement portant sur toute la population est réalisée tous les cinq ans, les populations de référence des années intermédiaires étant quant à elles estimées par interpolation ou extrapolation. Pour la commune, le premier recensement exhaustif entrant dans le cadre du nouveau dispositif a été réalisé en 2005.

En 2022, la commune comptait 943 habitants, en évolution de +17,14 % par rapport à 2016 (Pas-de-Calais : −0,72 %, France hors Mayotte : +2,11 %).
| 1793 | 1800 | 1806 | 1821 | 1831 | 1836 | 1841 | 1846 | 1851 |
| ---- | ---- | ---- | ---- | ---- | ---- | ---- | ---- | ---- |
| 408  | 370  | 402  | 411  | 455  | 467  | 466  | 465  | 468  |

| 1856 | 1861 | 1866 | 1872 | 1876 | 1881 | 1886 | 1891 | 1896 |
| ---- | ---- | ---- | ---- | ---- | ---- | ---- | ---- | ---- |
| 431  | 450  | 436  | 461  | 452  | 422  | 454  | 436  | 443  |

| 1901 | 1906 | 1911 | 1921 | 1926 | 1931 | 1936 | 1946 | 1954 |
| ---- | ---- | ---- | ---- | ---- | ---- | ---- | ---- | ---- |
| 431  | 448  | 417  | 384  | 375  | 334  | 294  | 267  | 312  |

| 1962 | 1968 | 1975 | 1982 | 1990 | 1999 | 2005 | 2006 | 2010 |
| ---- | ---- | ---- | ---- | ---- | ---- | ---- | ---- | ---- |
| 306  | 296  | 284  | 349  | 473  | 472  | 597  | 600  | 645  |

| 2015 | 2020 | 2022 | - | - | - | - | - | - |
| ---- | ---- | ---- | - | - | - | - | - | - |
| 798  | 914  | 943  | - | - | - | - | - | - |

#### Pyramide des âges
En 2018, le taux de personnes d'un âge inférieur à 30 ans s'élève à 38,9 %, soit au-dessus de la moyenne départementale (36,7 %). À l'inverse, le taux de personnes d'âge supérieur à 60 ans est de 19,2 % la même année, alors qu'il est de 24,9 % au niveau départemental.
En 2018, la commune comptait 406 hommes pour 443 femmes, soit un taux de 52,18 % de femmes, légèrement supérieur au taux départemental (51,50 %).
Les pyramides des âges de la commune et du département s'établissent comme suit.
| Hommes | Classe d’âge | Femmes |
| ------ | ------------ | ------ |
| 0,2    | 90 ou +      | 0,4    |
| 4,1    | 75-89 ans    | 5,0    |
| 14,6   | 60-74 ans    | 14,0   |
| 21,3   | 45-59 ans    | 18,9   |
| 22,4   | 30-44 ans    | 21,2   |
| 15,1   | 15-29 ans    | 13,8   |
| 22,2   | 0-14 ans     | 26,6   |

| Hommes | Classe d’âge | Femmes |
| ------ | ------------ | ------ |
| 0,5    | 90 ou +      | 1,6    |
| 5,6    | 75-89 ans    | 8,9    |
| 16,7   | 60-74 ans    | 18,1   |
| 20,2   | 45-59 ans    | 19,2   |
| 18,9   | 30-44 ans    | 18,1   |
| 18,2   | 15-29 ans    | 16,2   |
| 19,9   | 0-14 ans     | 17,9   |

## Économie
→ Conseils pour la rédaction de cette section.

## Culture locale et patrimoine

### Lieux et monuments
- L'église Saint-Riquier, bâtie au XVIe siècle.

Vues extérieures
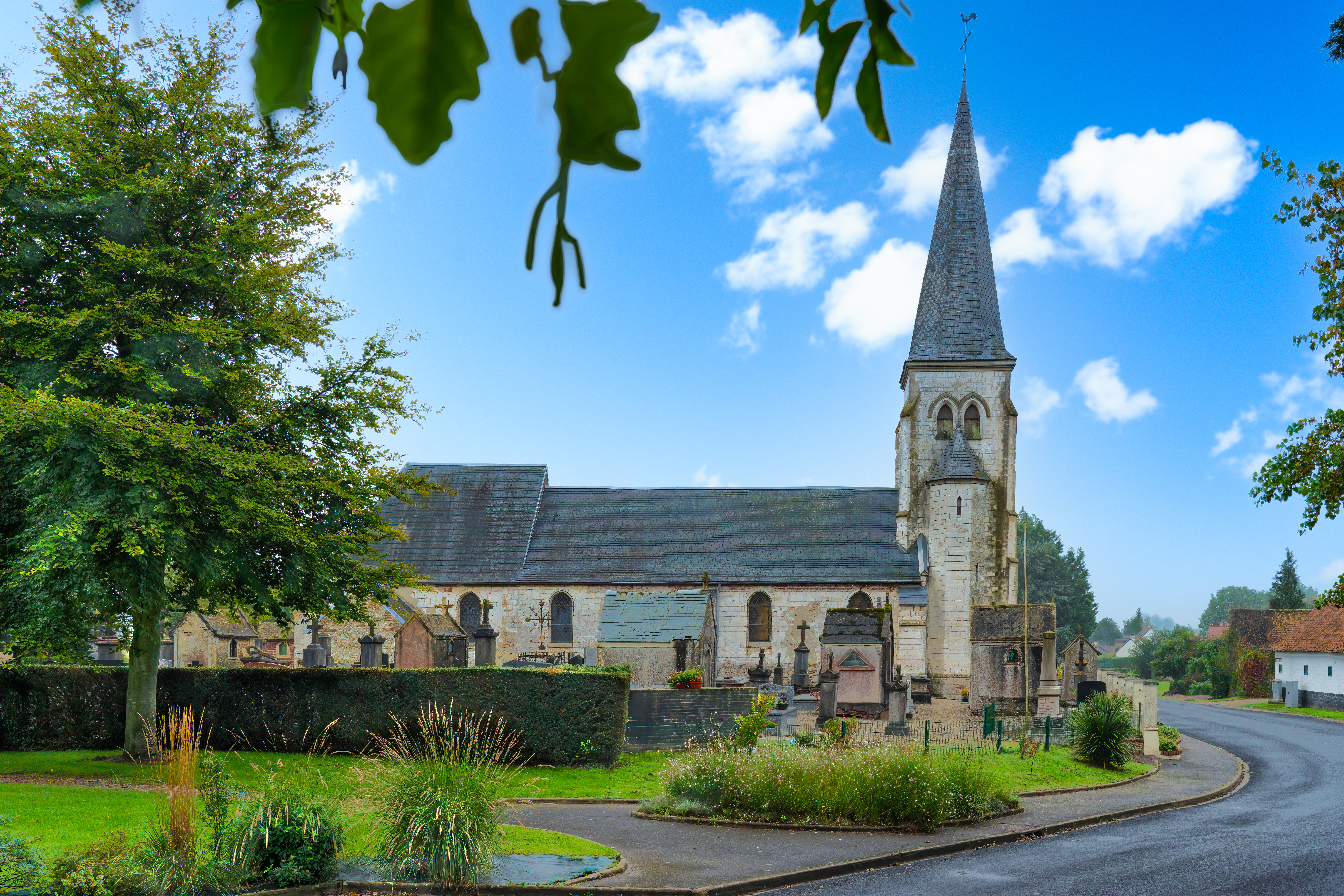
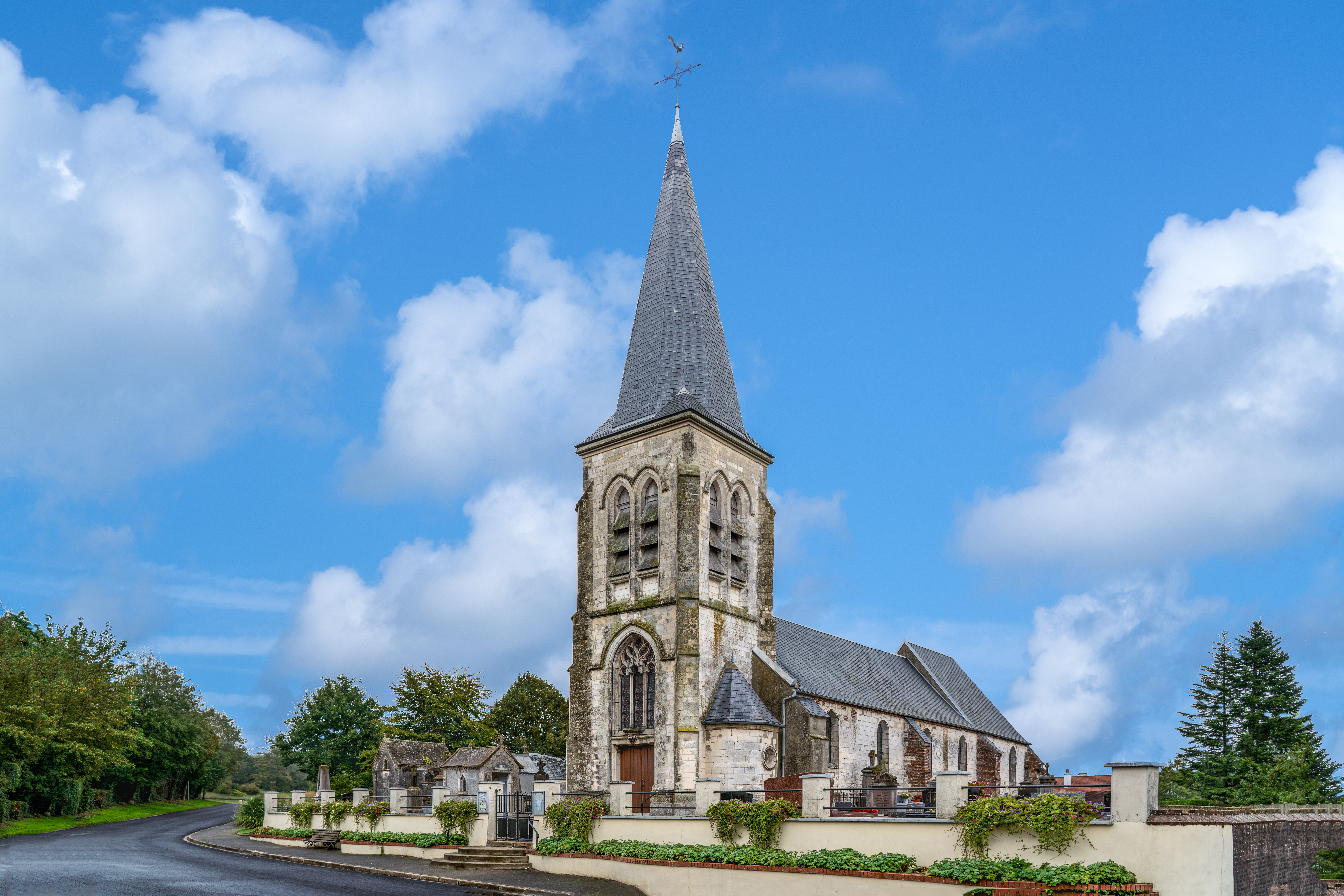
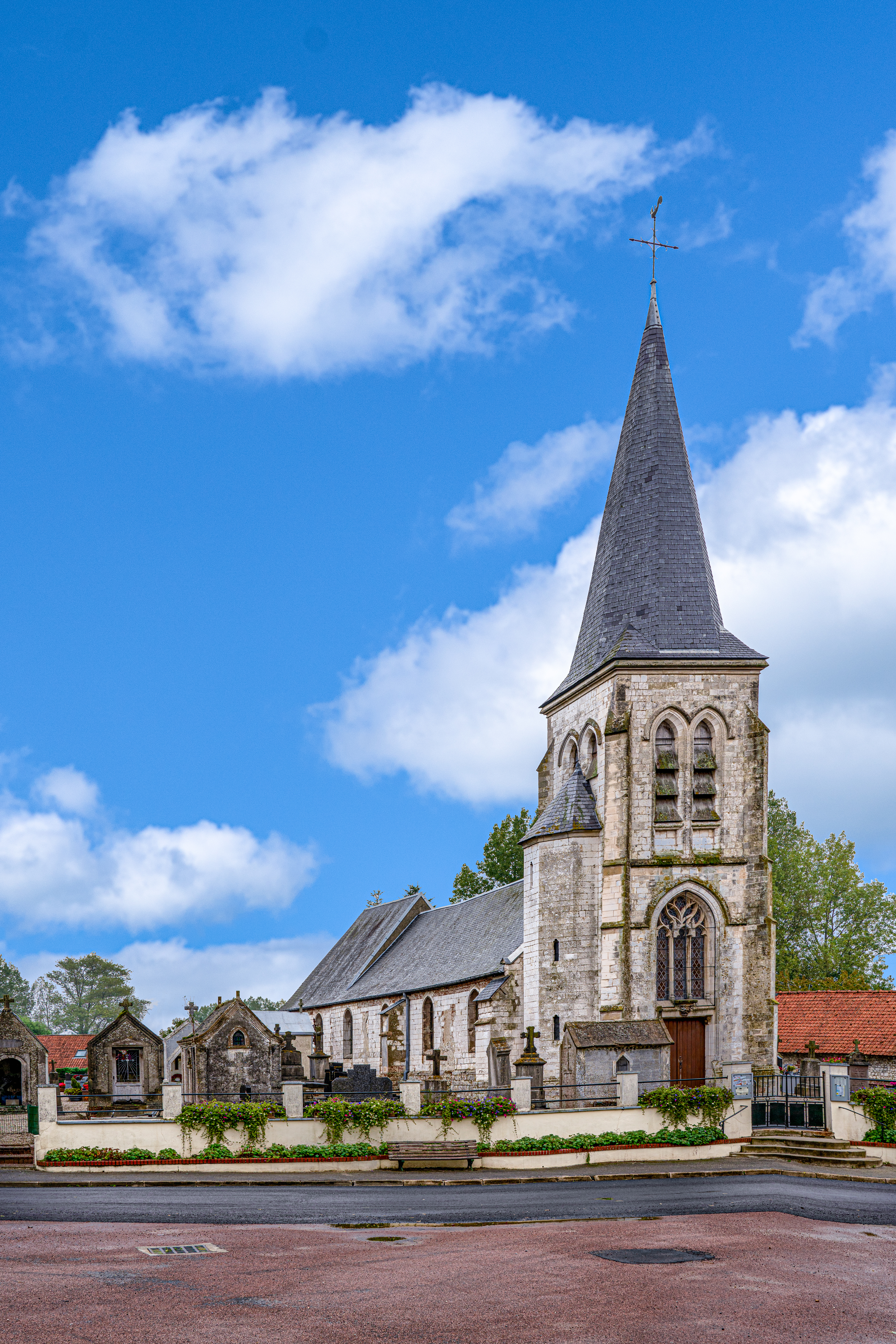
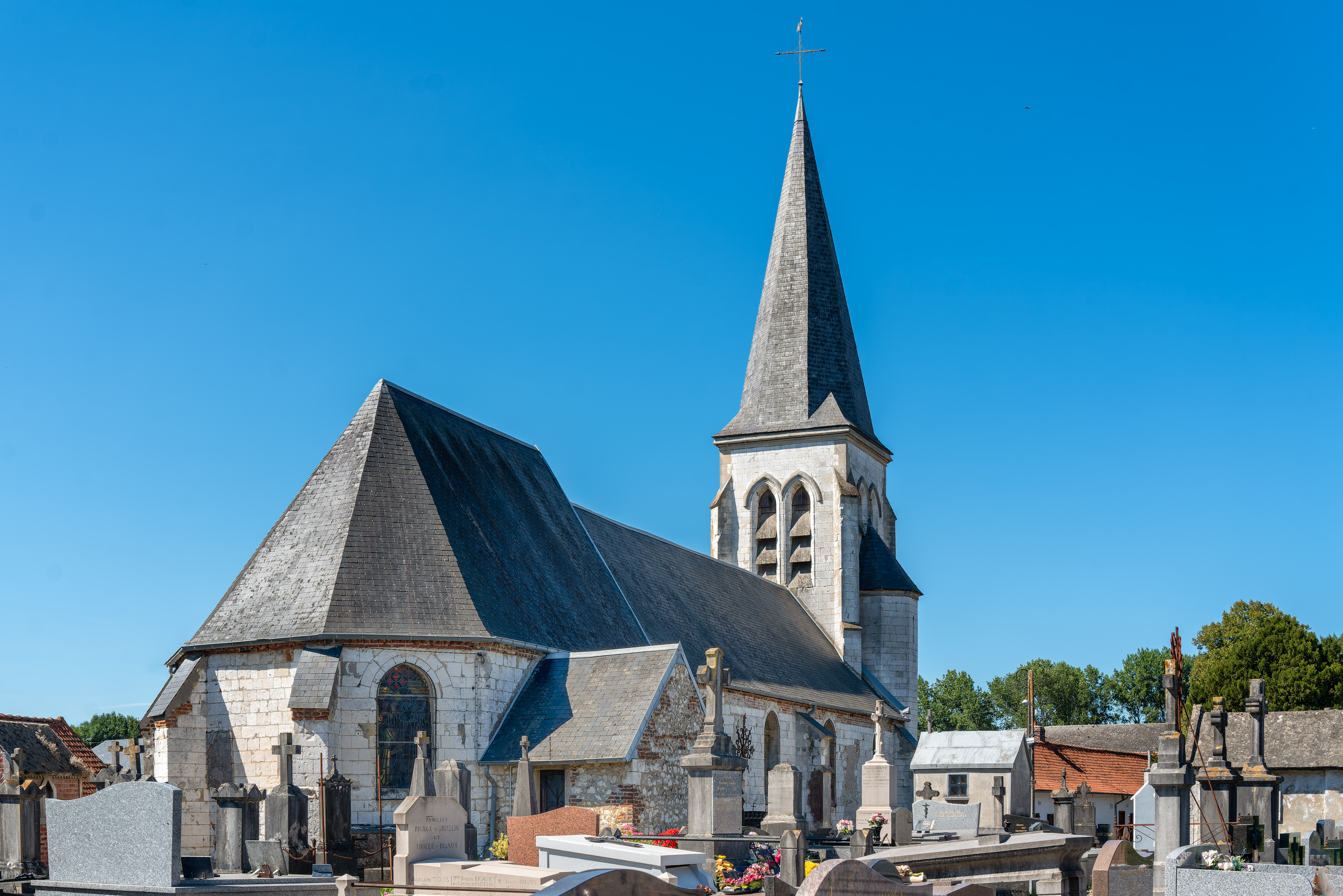

Les vitraux
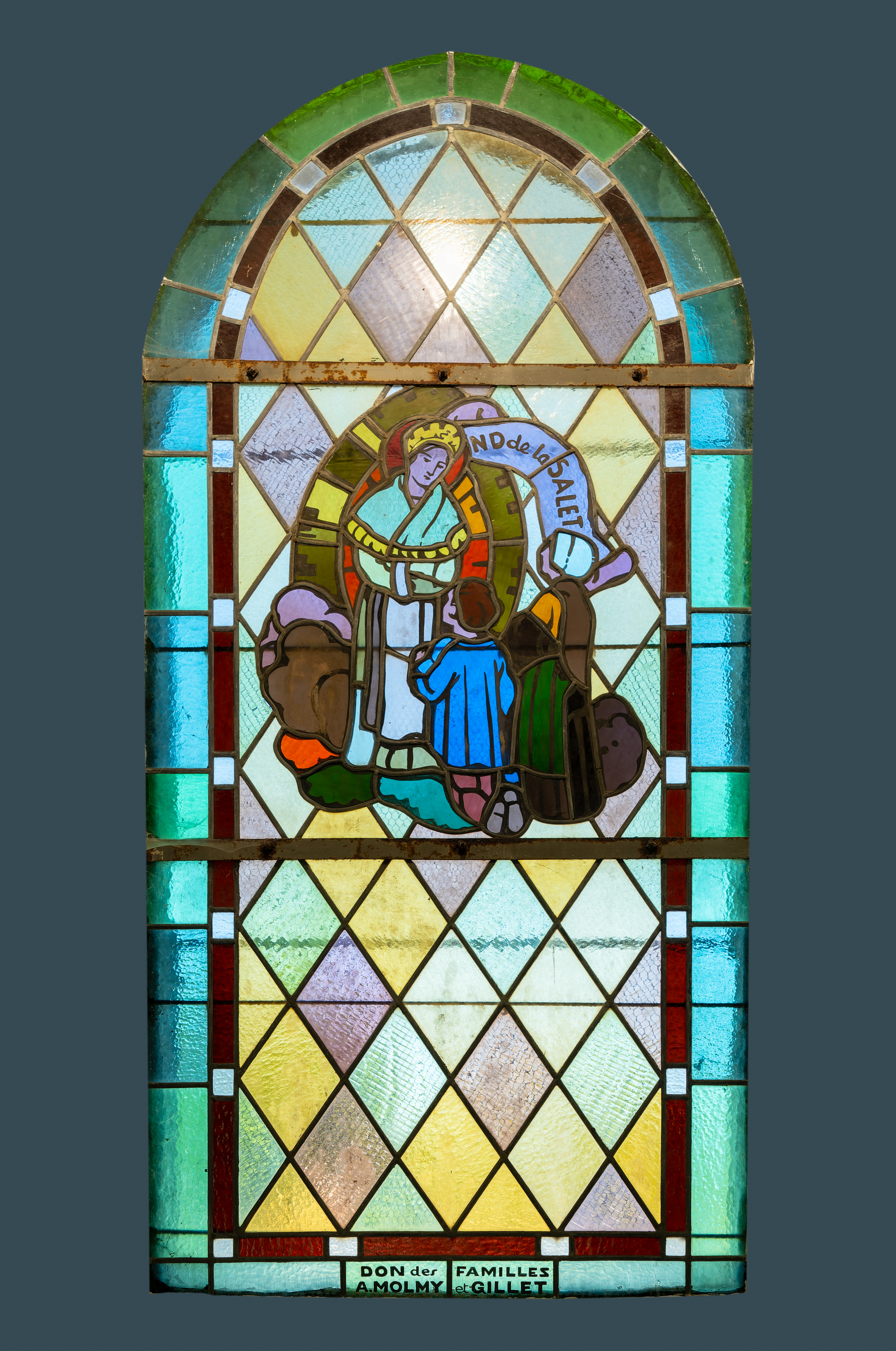
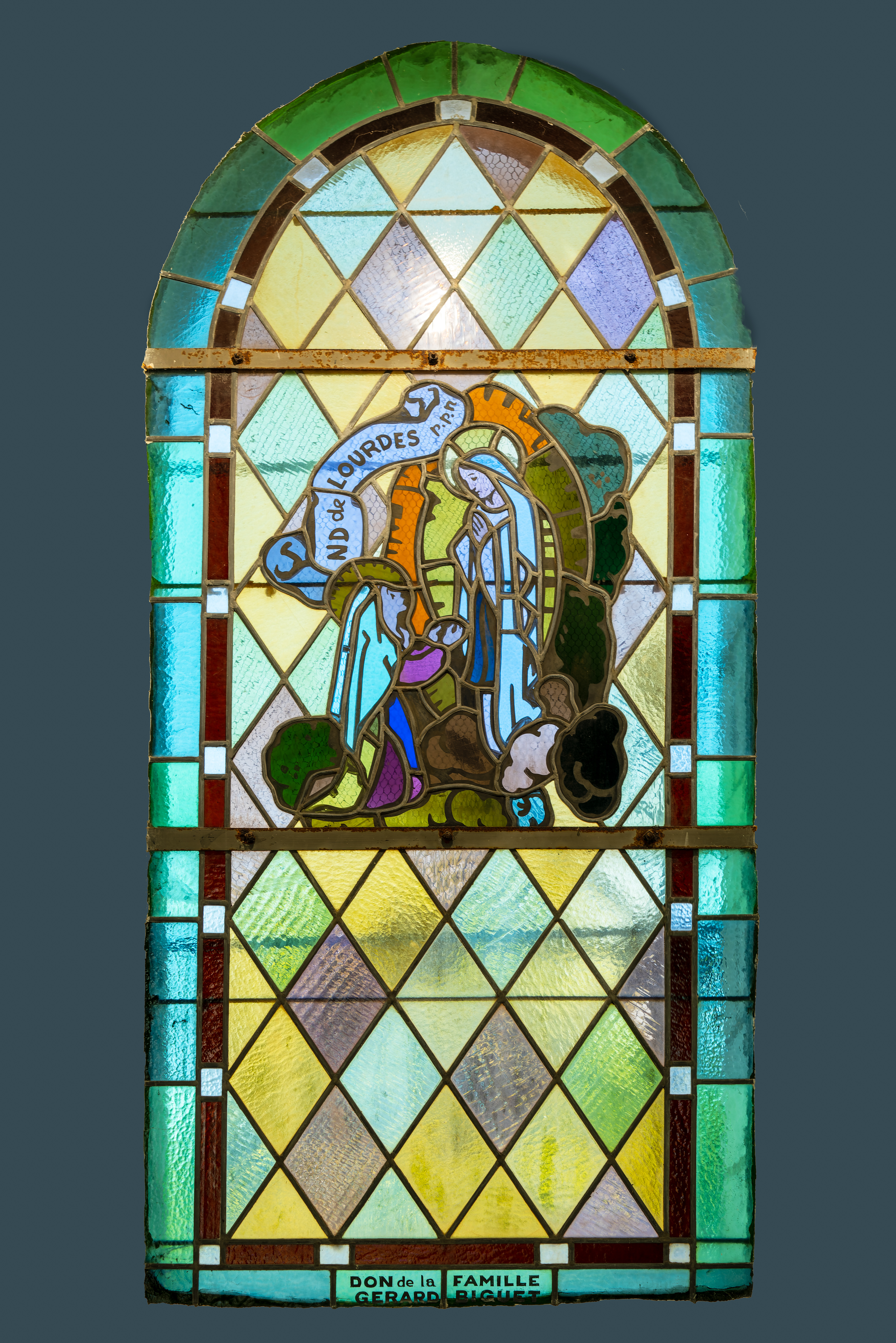
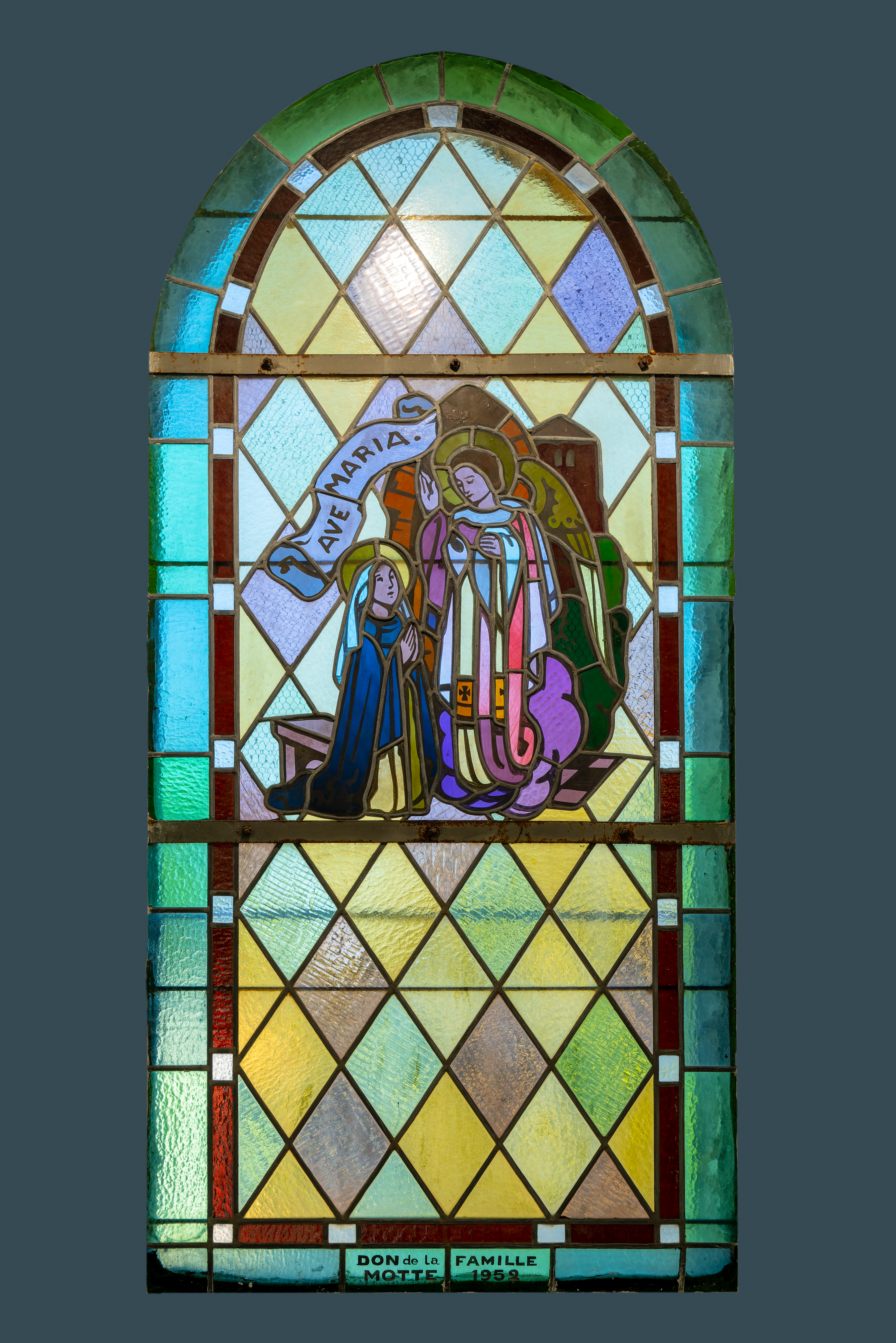
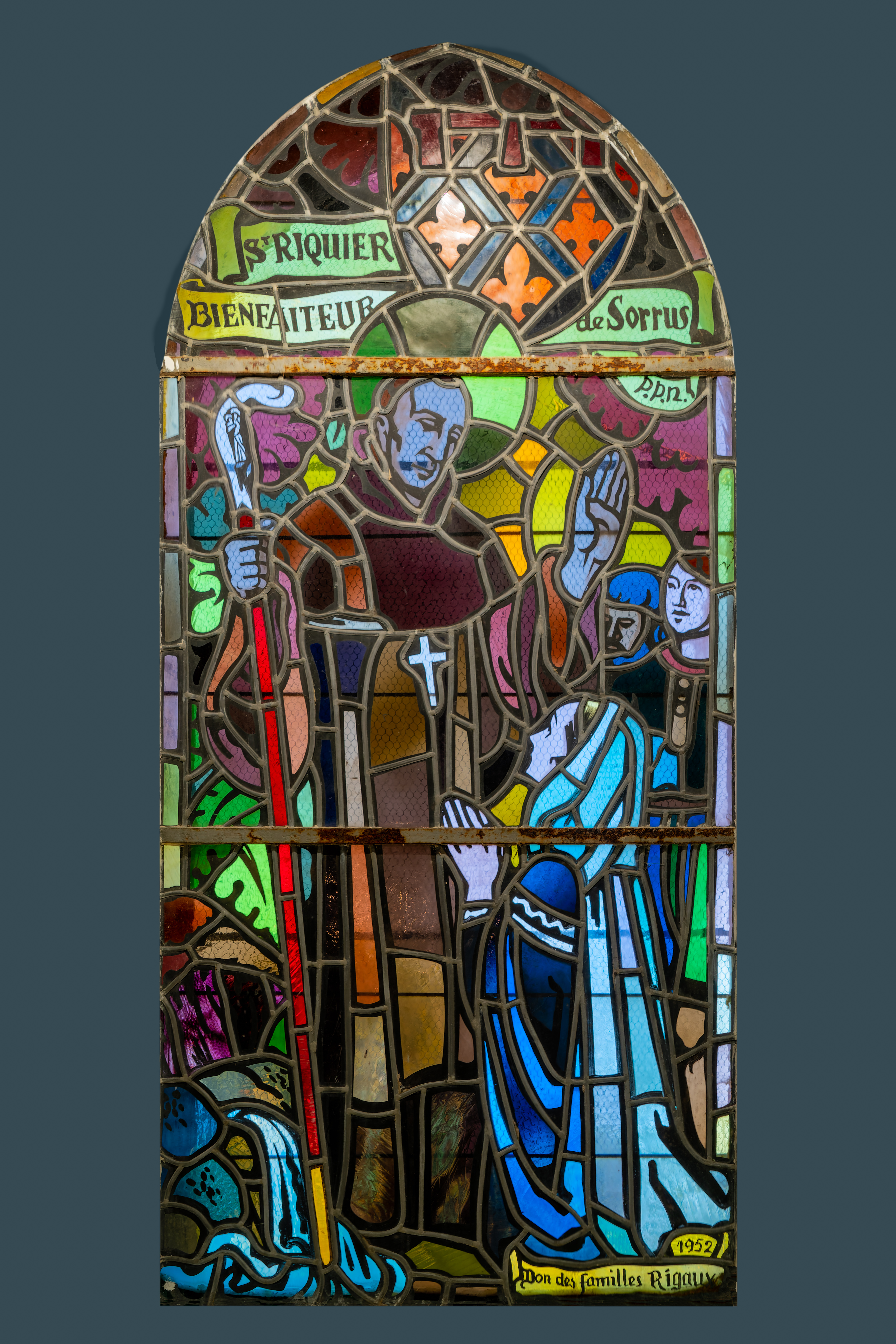
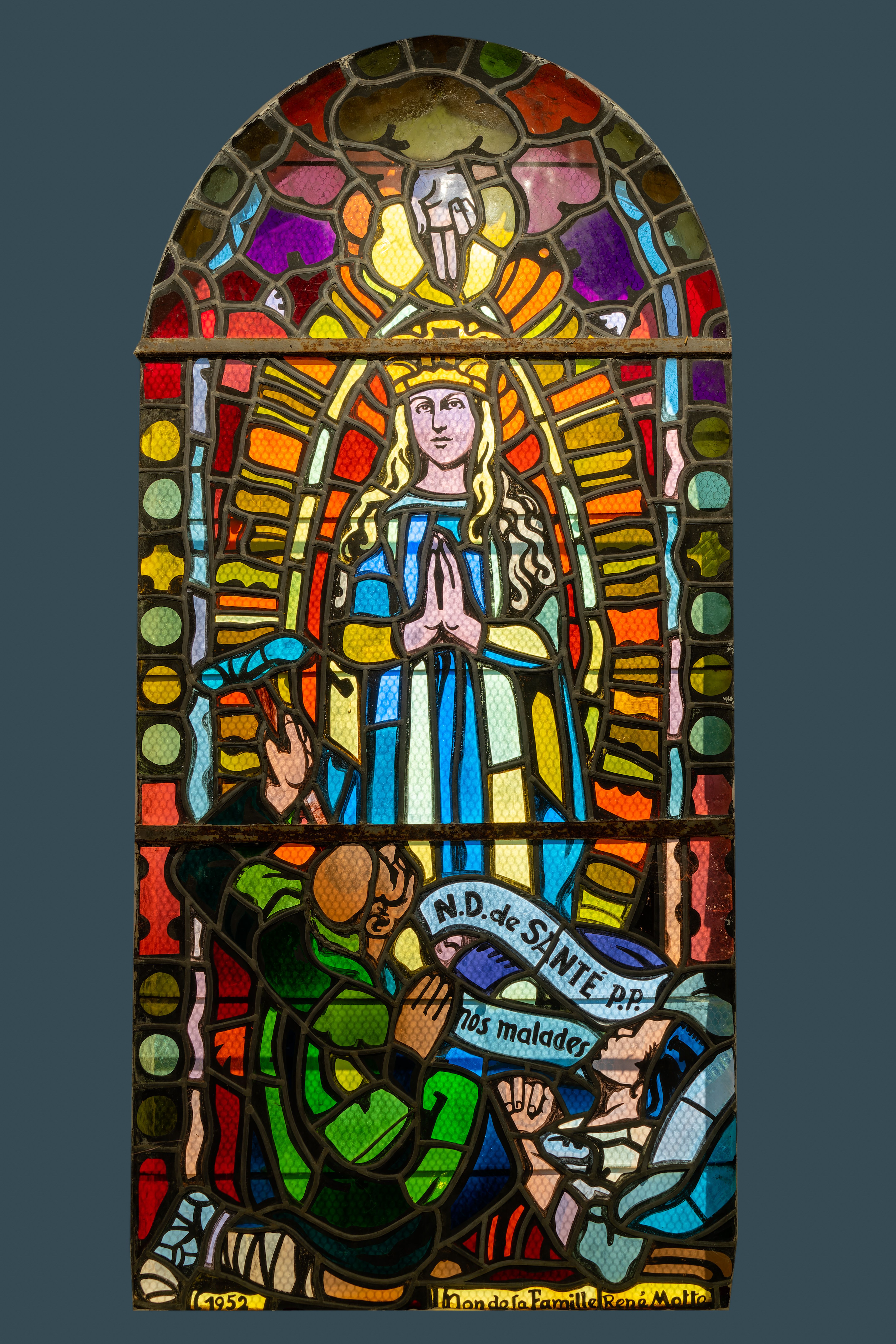
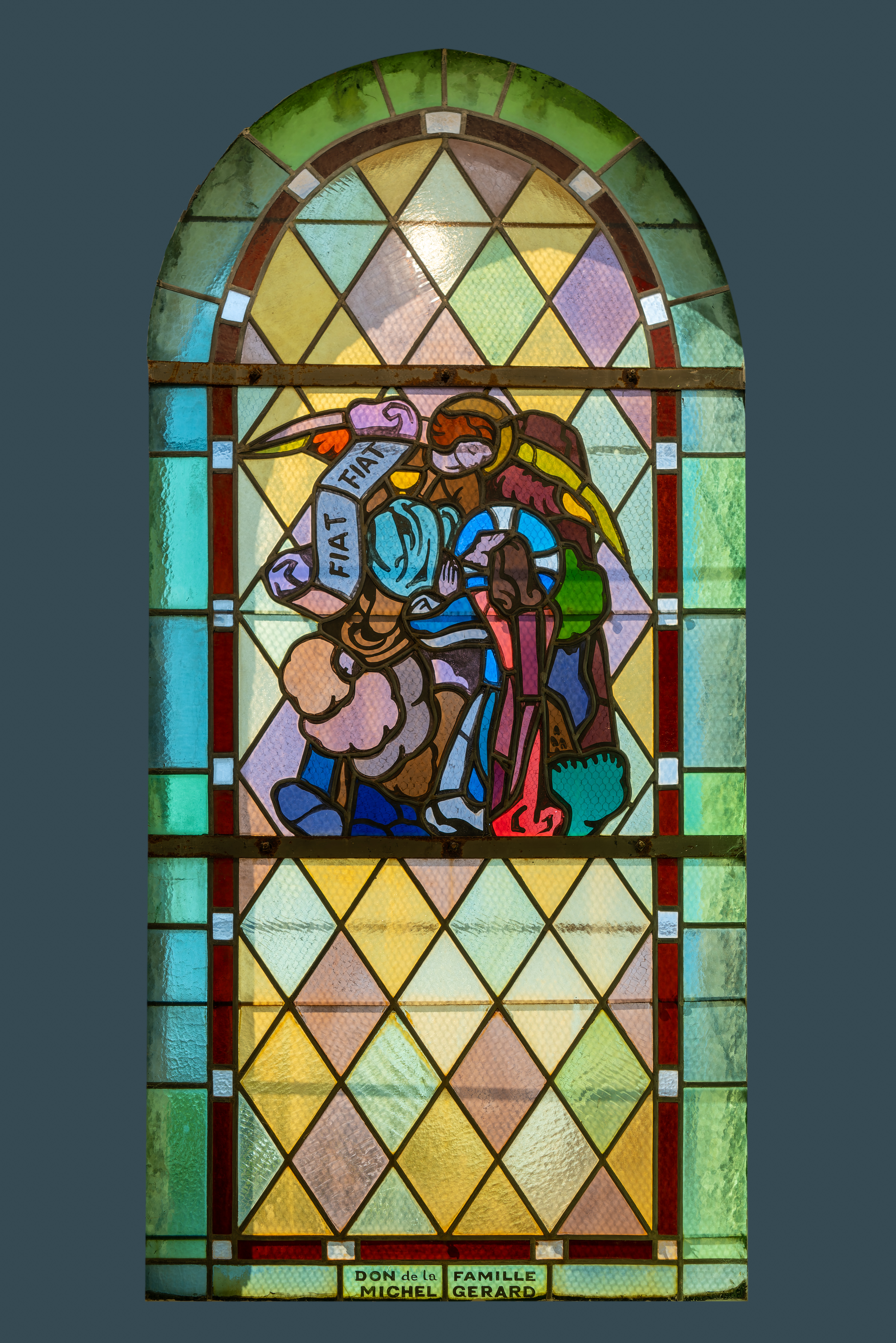
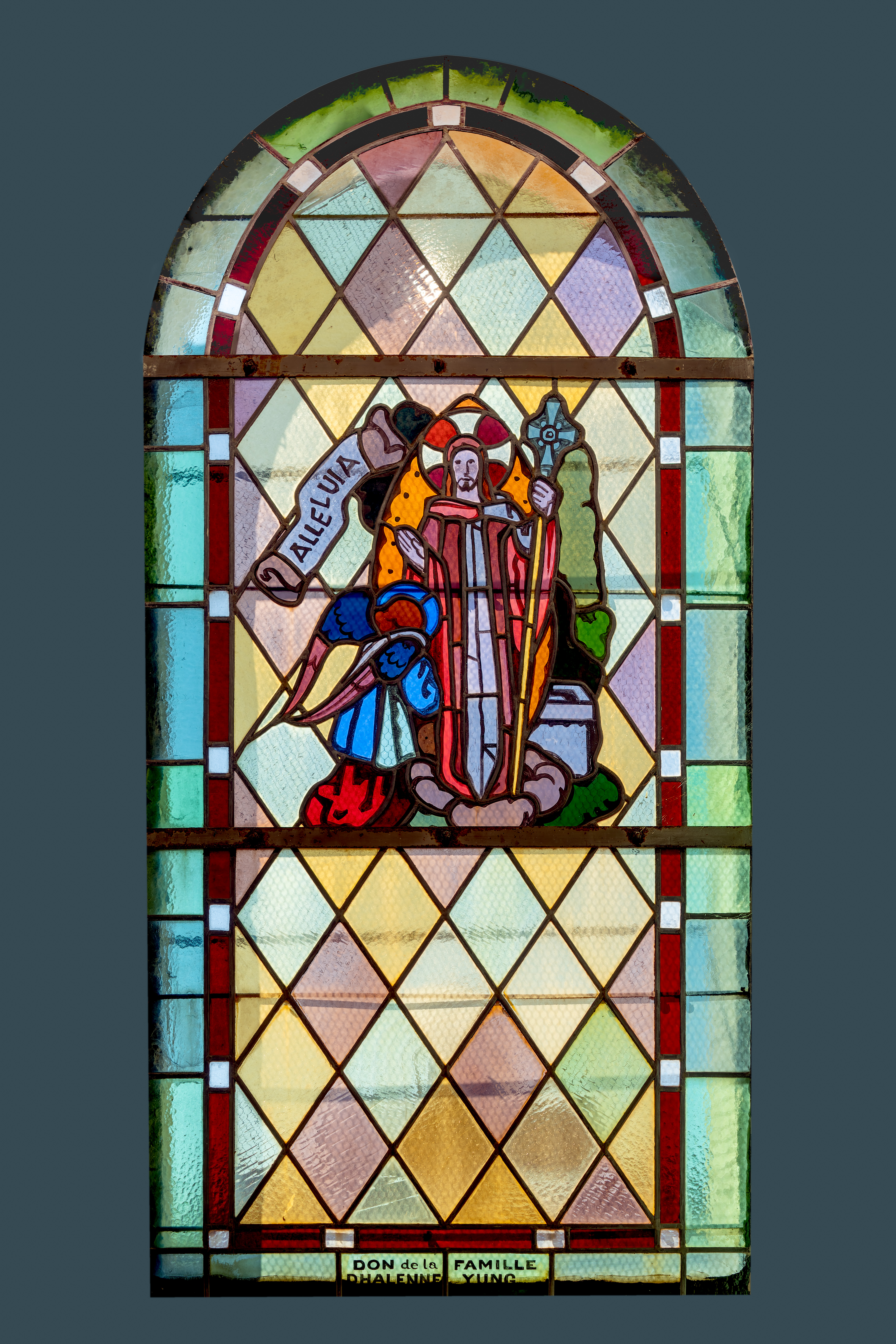
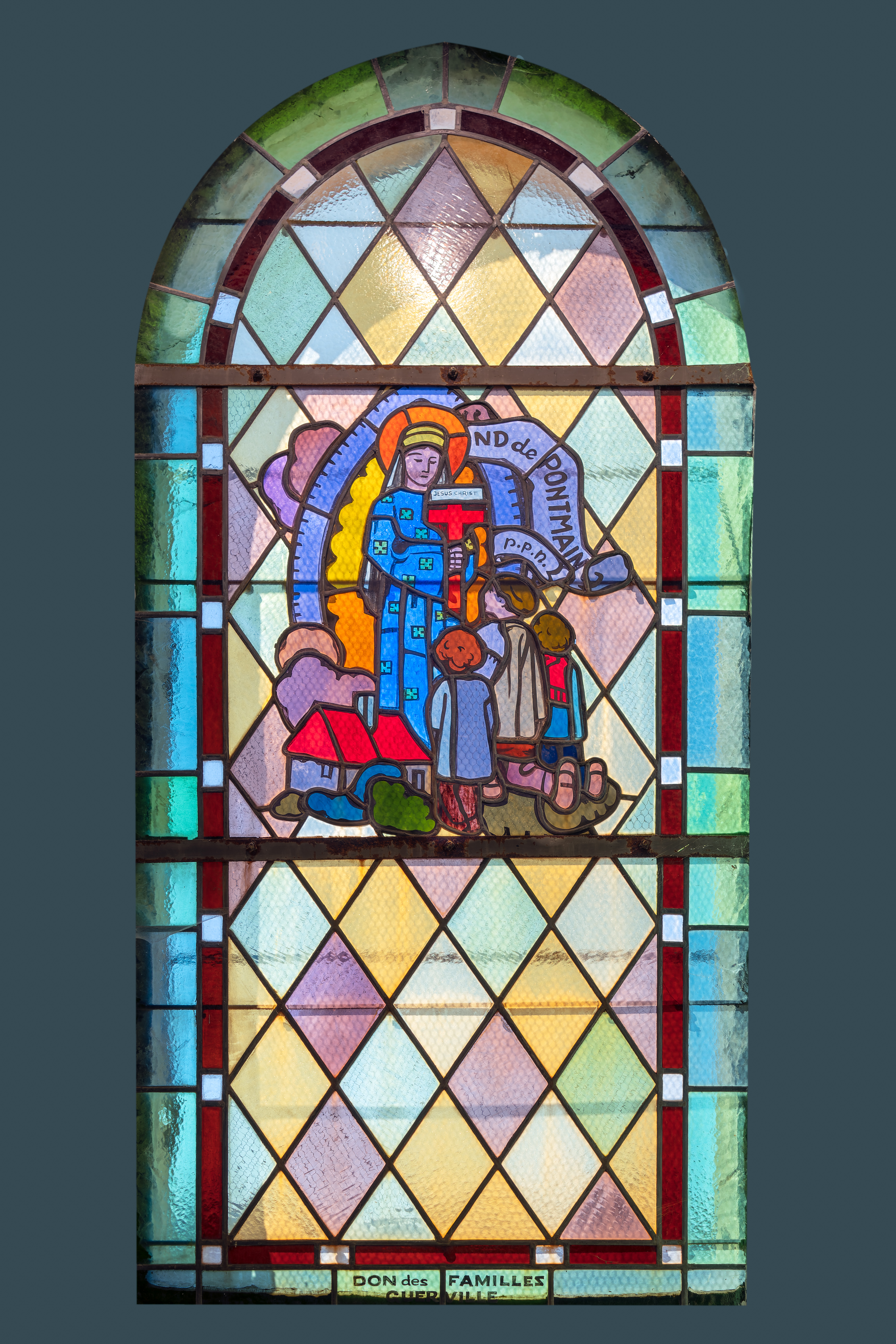
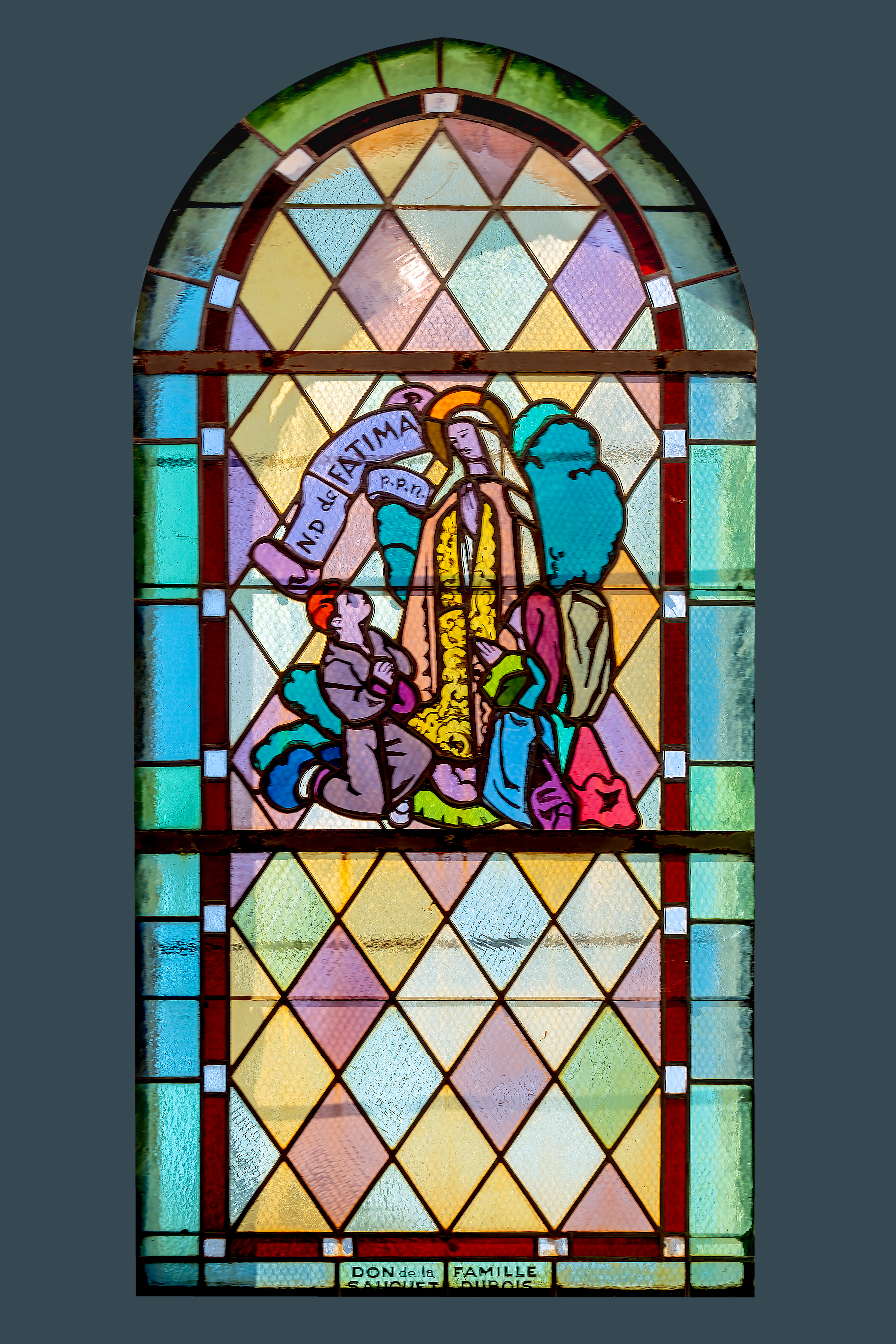

- Autres monuments
  - Le monument aux morts
  - Traces du « château bleu », du XVIe siècle.
  - Le château de la bruyère, du XIXe siècle.
  - La chapelle Notre-Dame de Santé.
  - La chapelle de la fontaine Saint-Riquier.

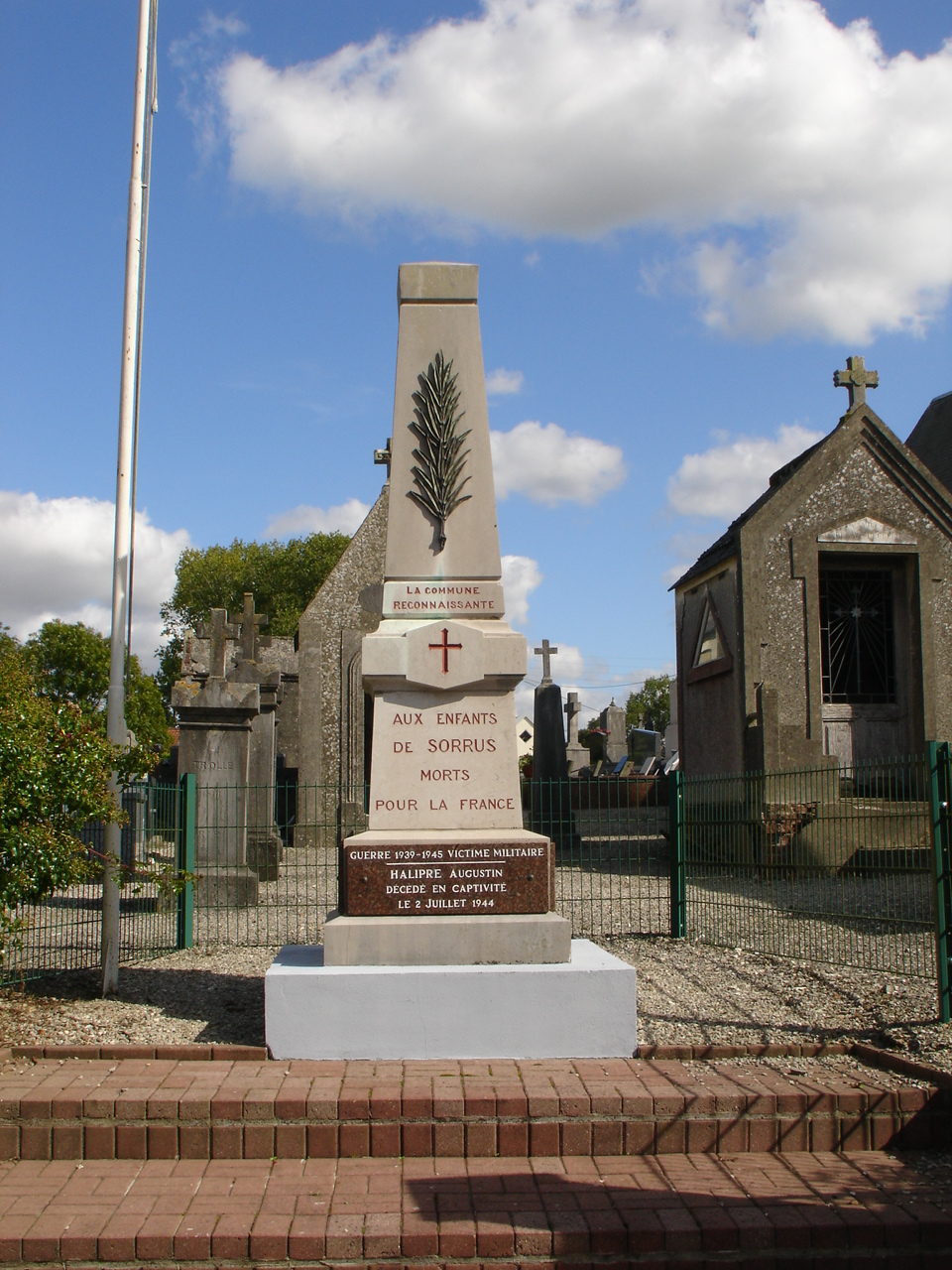
Le monument aux morts[46].
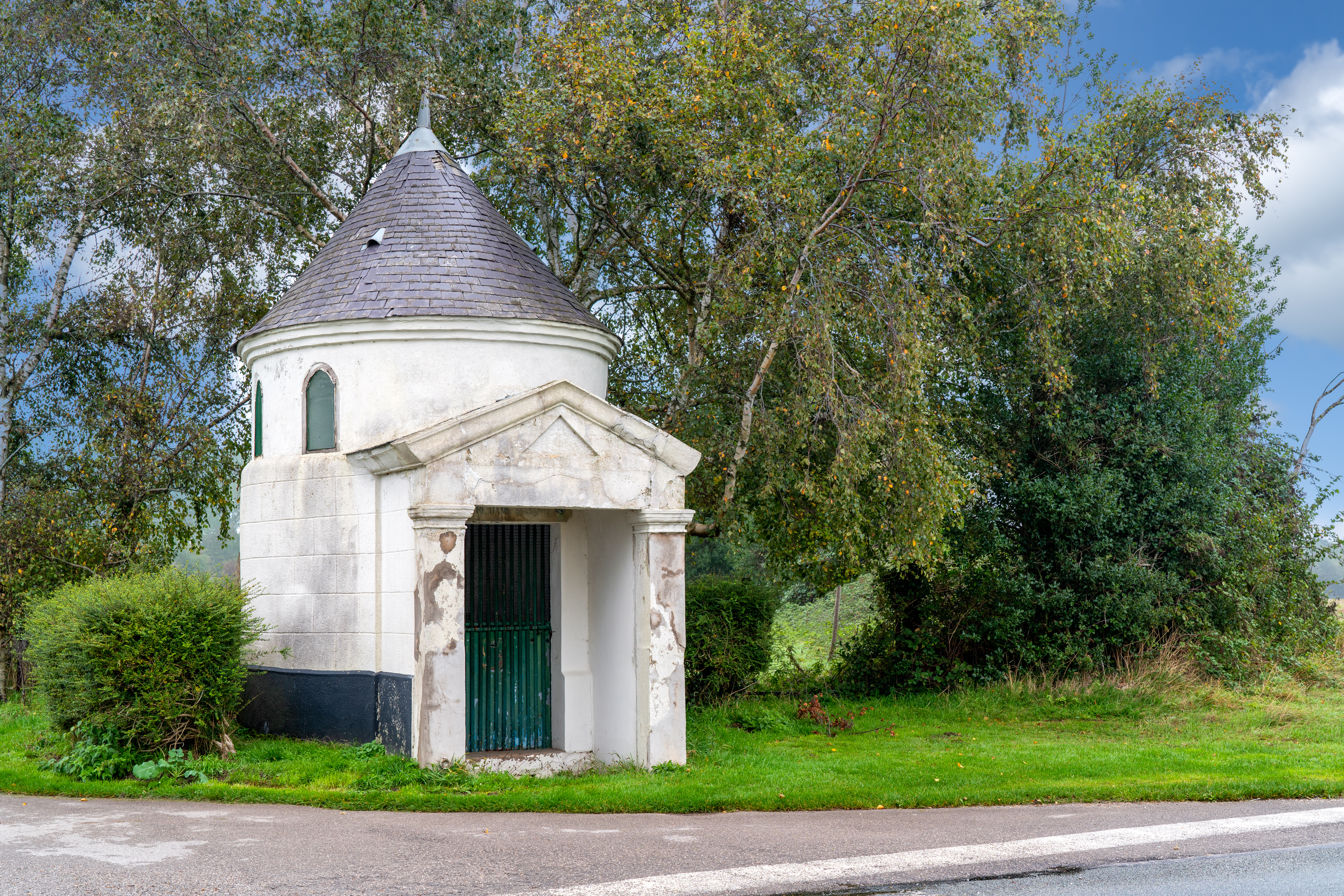
Chapelle Notre-Dame-de-Santé.
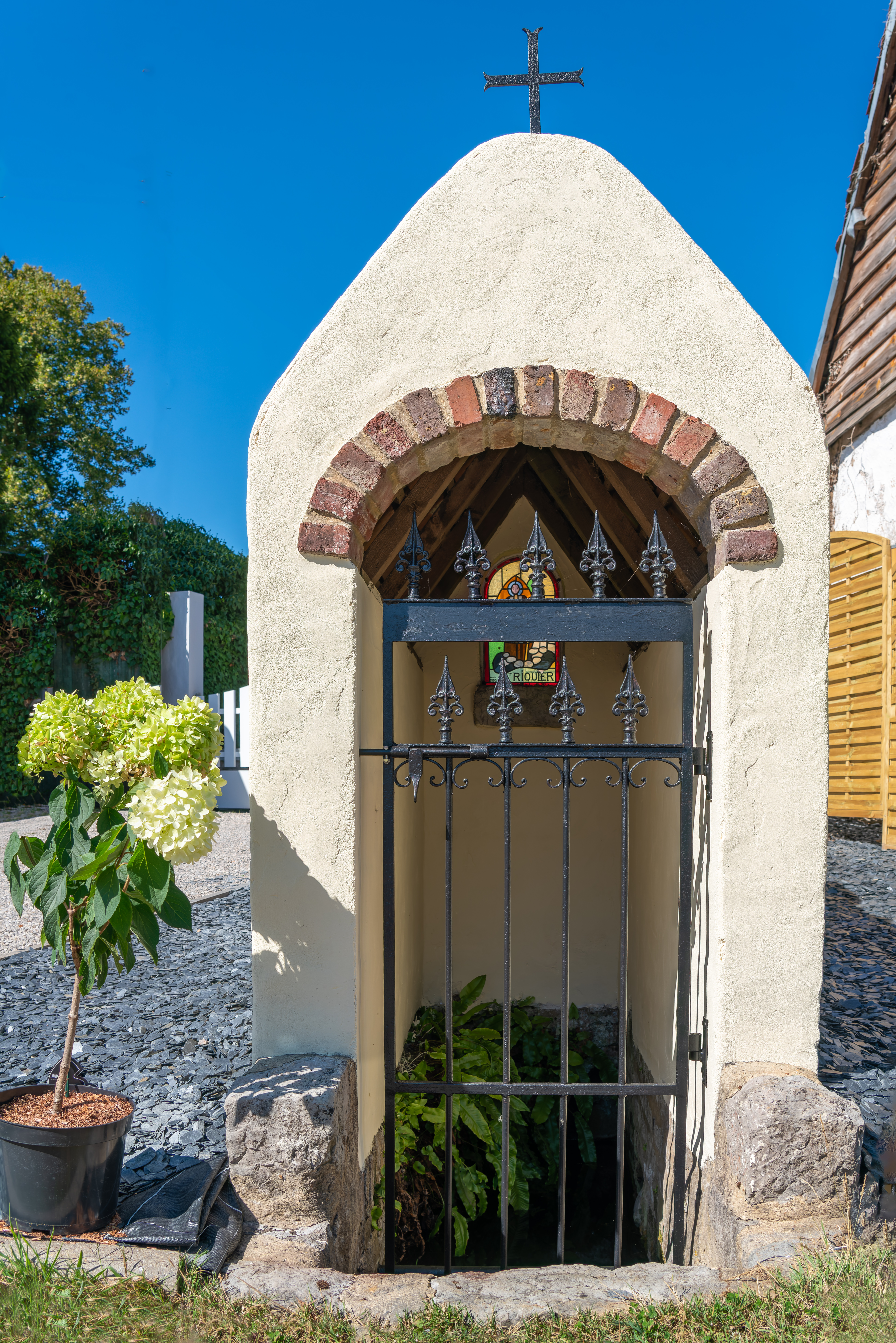
Fontaine Saint-Riquier.

### Personnalités liées à la commune
- Saint Riquier, qui, selon la légende, aurait fait sourdre une source à Sorrus, par l'action de son bâton.
- Guy Laurent (1965-), scénariste, réside dans la commune[47].

#### Légendes
Une première légende raconte la rencontre entre Sigetrude, châtelaine de l'endroit et épouse du seigneur de Boulogne, et d'un évangélisateur nommé Riquier (qui devint plus tard Saint Riquier). Ce dernier revenant d'Angleterre et quittant le port de Quentovic  aurait été surpris par la nuit, un soir d'hiver. Il aurait alors demandé l'hospitalité à la châtelaine, qui lui refusa. Riquier et ses compagnons furent alors contraint de trouver refuge dans un fossé. Pendant la nuit, alors que la neige se met à tomber, le fossé est miraculeusement épargné par l'intempérie. Stupéfaite de ce miracle, Sigetrude offre au futur saint son domaine ainsi que son nom.
Une seconde légende raconte que, l'eau manquant sur ce territoire, le saint planta son bâton dans le sol et une fontaine jaillit. Ce serait autour de cette fontaine, qui subsiste toujours face à l'église, que le village se créa et se développa.

### Héraldique
| Blason de Sorrus | Blason  | Écartelé : aux 1er et 4e d'argent à trois aigles de gueules becquées et membrées d'azur, aux 2e et 3e de gueules fretté d'argent. |
| Blason de Sorrus | Détails | Inspiré des armes de David de Brimeu, seigneur d'Humbercourt, et époux de Marie de Sorrus à la fin du XIVe siècle. Il portait : « Écartelé : aux 1er et 4e d'argent à trois aigles de gueules becquées et membrées d'azur, aux 2e et 3e d'argent à la bande de gueules ». Adopté par la municipalité le 26 mai 1995. |

## Pour approfondir